# Polytrichum obliquirostre
Polytrichum obliquirostre är en bladmossart som beskrevs av C. Müller 1897. Polytrichum obliquirostre ingår i släktet björnmossor, och familjen Polytrichaceae. Inga underarter finns listade i Catalogue of Life.